# Ін'єктивний модуль
Ін'єктивний модуль  — один з типів модулів, що є двоїстим до проєктивного модуля і широко використовується в гомологічній алгебрі і загалом в теорії кілець.

## Означення
Модуль {\displaystyle Q} над кільцем {\displaystyle R} (як правило, вважається асоціативним з одиничним елементом) називається ін'єктивним, якщо для будь-якого гомоморфізма {\displaystyle g:X\to Q} і мономорфізма {\displaystyle f:X\to Y} існує такий гомоморфізм {\displaystyle h:Y\to Q}, що {\displaystyle g=h\circ f}, тобто дана діаграма є комутативною:
Існує декілька еквівалентних означень:
- Для будь-якої точної послідовності R-модулів:

{\displaystyle M_{1}{\overset {\alpha }{\longrightarrow }}M_{2}{\overset {\beta }{\longrightarrow }}M_{3}}
індукована послідовність
{\displaystyle {\rm {Hom}}_{R}\left(M_{1},Q\right){\overset {{\rm {Hom}}_{R}\left(\alpha ,Q\right)}{\longleftarrow }}{\rm {Hom}}_{R}\left(M_{2},Q\right){\overset {{\rm {Hom}}_{R}\left(\beta ,Q\right)}{\longleftarrow }}{\rm {Hom}}_{R}\left(M_{3},Q\right)}
теж є точною;
- Будь-яка точна послідовність R-модулів, що має вигляд

{\displaystyle Q{\overset {\alpha }{\longrightarrow }}M{\overset {\beta }{\longrightarrow }}L}
розщеплюється, тобто підмодуль {\displaystyle {\text{Im}}\alpha =\ker \beta } є в М прямим доданком;
- Модуль {\displaystyle Q} є прямим доданком у будь-якому модулі в якому він є підмодулем;

- Для будь-якого ідеала (правого для правих модулів, лівого для лівих) {\displaystyle I} кільця {\displaystyle R} будь-який гомоморфізм {\displaystyle R}-модулів {\displaystyle f:I\to Q} може бути продовжений до гомоморфізма {\displaystyle R}-модулів {\displaystyle g:R\to Q.} Дане означення називається критерієм Бера. У випадку комутативного нетерового кільця, критерій Бера достатньо перевірити для простих ідеалів.

- Для всіх R-модулів T функтор Ext задовольняє умову {\displaystyle \operatorname {Ext} _{R}^{1}(T,Q)=0} (і тому {\displaystyle \operatorname {Ext} _{R}^{i}(T,Q)=0,\;i>0.})

В термінах теорії категорій можна дати визначення, що {\displaystyle Q} є ін'єктивним об'єктом категорії {\displaystyle R}-модулів.

## Приклади
- Нульовий модуль {0} є ін'єктивним.
- Для будь-якого поля k, довільний k-векторний простір Q є ін'єктивним k-модулем. Дійсно, якщо Q є підпростором простору V, то базис простору Q можна доповнити до базису простору V (наприклад, згідно леми Стейніца про заміну). Якщо K — лінійна оболонка векторів, що доповнюють базис Q до базиса V, то V є прямою сумою підпросторів Q і K, тобто Q є прямим доданком у кожному просторі підпростором якого він є
- Раціональні числа Q (з операцією додавання) утворюють ін'єктивну абелеву групу (тобто Z-модуль). Фактор-група Q/Z теж є ін'єктивним Z-модулем. Фактор-група Z/nZ для n > 1 є ін'єктивною як Z/nZ-модуль, але не ін'єктивною як абелева група.
- ля будь-якої області цілісності R з полем часток K, R-модуль K і ін'єктивним R-модулем, до того ж найменшим ін'єктивним R-модулем, що містить R.
- Для кілець Дедекінда, фактор-модуль K/R теж є ін'єктивним, і його незвідні прямі доданки є локалізаціями {\displaystyle R_{\mathfrak {p}}/R}  для ненульових простих ідеалів {\displaystyle {\mathfrak {p}}}. Нульовий ідеал теж є простим і відповідає ін'єктивному модулю K. Тобто існує бієкція між простими ідеалами і незвідними ін'єктивними модулями над кільцем Дедекінда.

## Властивості
- Кожен R-модуль М можна вкласти в ін'єктивний модуль. Більш того, кожен модуль М міститься в своїй ін'єктивній оболонці Q (M), тобто в ін'єктивному модулі Q (M), кожен ненульовий підмодуль якого має ненульовий перетин з М. Будь-яке вкладення модуля М в ін'єктивний модуль Q продовжується до вкладення ін'єктивної оболонки Q (M) в Q .
- Кожен R-модуль М має ін'єктивну резольвенту, тобто точну послідовність

{\displaystyle 0\longrightarrow M\longrightarrow Q_{0}\longrightarrow Q_{1}\longrightarrow \cdots \longrightarrow Q_{n}\longrightarrow \cdots }  в якій всі модулі {\displaystyle Q_{i},\;i\geqslant 0} є ін'єктивними. Довжина найкоротшої ін'єктивної резольвенти називається ін'єктивною розмірністю модуля. Довжиною тут називається число n, таке що {\displaystyle Q^{n}\not =\{0\},\;\forall i>n\;Q^{i}\not =\{0\}.} Якщо такого числа не існує ін'єктивна розмірність вважається нескінченною. Ін'єктивна розмірність ін'єктивних модулів і тільки їх рівна нулю.
- Прямий добуток ін'єктивних модулів є ін'єктивним модулем. Навпаки, якщо прямий добуток модулів є ін'єктивним модулем то й кожен множник теж є ін'єктивним модулем.
- Ін'єктивний модуль Q дорівнює rQ для будь-якого елемента {\displaystyle r\in R}, що не є правим дільником нуля в R, тобто ін'єктивний модуль є подільним модулем. Зокрема, абелева група є ін'єктивним модулем над кільцем {\displaystyle \mathbb {Z} } тоді і тільки тоді, коли вона подільна.
- Над комутативним нетеровим кільцем R кожен ін'єктивний модуль є прямою сумою ін'єктивних оболонок модулів виду {\displaystyle R/{\mathfrak {p}}}, де {\displaystyle {\mathfrak {p}}} — простий ідеал кільця R
- Всі (ліві і праві) модулі над кільцем R є ін'єктивними тоді і тільки тоді коли кільце є напівпростим.
- Кільце R є нетеровим зліва (справа) тоді і тільки тоді коли пряма сума довільної множини ін'єктивних лівих (правих) R-модулів є ін'єктивним лівим (правим) R-модулем. Іншою еквівалентною умовою є те, що довільний лівий (правий) R-модуль розкладається на пряму суму незвідних лівих (правих) R-модулів.
- Кільце R є артіновим зліва (справа) тоді і тільки тоді кожен ін'єктивний модуль є прямою сумою ін'єктивних оболонок простих модулів. В цьому випадку існує бієкція між простими ідеалами кільця і незвідними ін'єктивними модулями. Кожен простий ідеал в цьому випадку є анігілятором деякого (однозначно визначеного) простого модуля і відповідний незвідний ін'єктивний модуль є його ін'єктивною оболонкою. Для кільця всі підмодулі усіх ін'єктивних модулів є теж ін'єктивними тоді і тільки тоді коли кільце є артіновим напівпростим.
- Кільце є спадковим (тобто кожен ідеал є проективним модулем) якщо і тільки якщо для кожного ін'єктивного модуля над ним всі фактор-модулі теж є ін'єктивними. Іншою еквівалентною умовою є те, що сума двох ін'єктивних підмодулів у довільному модулі теж буде ін'єктивним модулем.
- Якщо кільце R є спадковим зліва (справа) і нетеровим зліва (справа), то кожен R-модуль містить найбільший ін'єктивний підмодуль.
- Проективність (ін'єктивність) всіх ін'єктивних (проективних) R-модулів еквівалентна тому, що R є квазіфробеніусовим кільцем.
- Для довільного R-модуля можна визначити модуль {\displaystyle M^{*}={\text{Hom }}_{\mathbb {Z} }(M,\mathbb {Q} /\mathbb {Z} ).}Тоді модуль M є плоским тоді і тільки тоді коли M* є ін'єктивним. Для нетерових кілець також навпаки модуль M є ін'єктивним тоді і тільки тоді коли M* є плоским.